# Nakano Kōji (Schriftsteller)
Nakano Kōji (japanisch 中野 孝次; geboren 1. Januar 1925 in Ichikawa (Präfektur Chiba); gestorben 16. Juli 2004) war ein japanischer Schriftsteller und Germanist.

## Leben und Wirken
Nakano Kōji wurde 1925 als Sohn eines Zimmermanns geboren. 1950 machte er seinen Abschluss an der Geisteswissenschaftlichen Fakultät der Universität Tokio im Fach Germanistik. Nakano übersetzte u. a. Franz Kafka, Hans Erich Nossack, schrieb extensiv über Max Frisch und allgemein über die Literatur der Gegenwart. Politisch war Nakano Pazifist und unterschrieb, zusammen mit Yasushi Inoue, Hisashi Inoue, Kenzaburo Oe u. a., einen Aufruf gegen die Aufrüstung. Das führte zu einer Auseinandersetzung mit anderen Pazifisten wie Yoshimoto Takaaki und Kōjin Karatani.

## Werke (Auswahl)
„Eine Reise zu Bruegel“ (ブリューゲルへの旅, Bruegel he no tabi) aus dem Jahr 1976, eine Sammlung von Essays. Hervorzuheben ist die autobiografische Trilogie „Am Tag, wenn das Korn reift“ (麦熟るる日に, Mugi ururu hi ni) 1978, ausgezeichnet mit dem Hirabayashi-Taiko-Literaturpreis, „Bitterer Sommer“ (苦い夏, Nigai natsu) 1979 und „Ende der Saison“ (季節の終り, Kisetsu no owari) 1980. 
Die Hundegeschichte „Die Tage mit Haras“ (ハラスのいた日々; Haras no ita hibi), die den „Nitta-Jirō-Literaturpreis“ (新田次郎文学賞) erhielt, wurde ein Bestseller, kam ins Fernsehen und wurde verfilmt.